# Meyila (Zoétélé)
Pour les articles homonymes, voir Meyila.
Meyila (ou Mejila) est un village du Cameroun situé dans le département du Dja-et-Lobo et la région du Sud, sur la route de Zoétélé à Nsimi. Il fait partie de la commune de Zoétélé.

## Géographie
Il est arrosé par la rivière Minsaba.

## Population
En 1962 la localité comptait 651 habitants, pour la plupart Fong.
Lors du recensement de 2005, 1 423 personnes y ont été dénombrées.

## Personnalités nées à Meyila
- Marcel Zang (1954-2016), écrivain, poète et auteur dramatique
- Polycarpe Abah Abah (1954-), homme politique